# Théza
Théza (på Catalansk: Tesà) er en by og kommune i departementet Pyrénées-Orientales i Sydfrankrig.

## Geografi
Théza ligger på Roussillon-sletten 5 km syd for Perpignan. De omliggende kommuner er Saleilles, Corneilla-del-Vercol, Alénya og Villeneuve-de-la-Raho.

## Demografi

### Udvikling i folketal
| 1962                                                              | 1968 | 1975 | 1982 | 1990  | 1999  | 2009  | 2014  | 2017  |
| ----------------------------------------------------------------- | ---- | ---- | ---- | ----- | ----- | ----- | ----- | ----- |
| 532                                                               | 554  | 780  | 929  | 1.013 | 1.252 | 1.365 | 1.780 | 2.040 |
| Tal fra og med 1962 er uden dobbelttælling (sans doubles comptes) |      |      |      |       |       |       |       |       |